# Паддас
Па́ддас (нем. Paddas), также мы́за Па́да (эст. Pada mõis) — рыцарская мыза в уезде Ляэне-Вирумаа, Эстония. Находится на территории деревни Пада. Согласно историческому административному делению мыза относилась к приходу Виру-Нигула. В годы Российской империи находилась на территории Эстляндской губернии и относилась к приходу Магольм.

## История мызы

### XVI—XVII века
Первые сведения о мызе относятся к 1505 году.
Мыза находится по правой стороне дороги, ведущей в Сонда, на высокогорье в долине реки Пада. Её скотоводческой мызой была мыза Воорсе (нем. Woorse, эст. Voorsel).
По площади мыза Паддас была одной из самых больших в Эстляндской губернии, ей принадлежало 10 тысяч десятин земли.
До 1620-х годов мыза Пада находилась во владении семейства Лёвенвольде, затем — Беллингсгаузенов.

### XVIII век
В середине XVIII столетия мыза по наследству перешла семейству Штакельбергов. В конце XVIII столетия мыза принадлежала послу России в Польше Отто фон Штакельбергу, который построил на ней один из самых великолепных особняков того времени.
Господский особняк в стиле раннего классицизма, возведение которого завершилось в 1782 году, был построен по проекту петербургского архитектора французского происхождения Жана-Батиста-Мишеля Валлен-Деламота.
В 1803 году граф Густав Оттонович Штакельберг продал мызу графу Петеру фон Мантейфелю (Peter von Manteuffel).

#### «Сумасшедший граф»— пионер авиации
Граф Петер фон Мантейфель был известен своей любовью к эстонскому крестьянству и эстонской культуре; он является автором написанных на чистом эстонском языке сборников деревенских историй «Aiawite peergo walguses», «Villem Navi ellopävad» и стихотворного диалога «Üks Ennemuiste lugu ühhe Warga peäle». Ему принадлежало 12 мыз на территории современной Эстонии. И хотя он вошёл в историю Эстонии как писатель, было у графа ещё одно хобби: воздухоплавание.
Согласно легендам балтийских немцев, эксцентричный мызник, прозванный в народе «сумасшедшим графом», построил несколько «летательных машин с крыльями и педалями» и в начале 19-го столетия с помощью своих работников осуществил первые попытки полётов в Российской империи. Одна из них была предпринята на землях его мызы Равила, другая — с крыши господского особняка на мызе Пада, но все полёты завершились неудачей. Обломки летательного аппарата лежали на территории мызы Пада до последних дней мировой войны.
Об этих событиях есть отрывочные сведения в издании на немецком языке «Baltische Monatsschrift. Band 68», а также в эстонской газете «Esmaspäev» от 21 января 1939 года.

### XIX век
В 1843 году мызу получила по наследству дочь графа Петера фон Мантейфеля — Луиза (Louise von Manteuffel), которая вышла замуж за сына немецкого писателя Августа фон Коцебу Морица фон Коцебу (Moritz von Kotzebue). В 1894 году мыза отошла во владение дворянского семейства Шиллингов.
- Герб Лёвенвольде
- Герб Беллингсгаузенов
- Герб Штакельбергов
- Герб графов Мантейфелей
- Герб рода Коцебу
- Герб Шиллингов

На военно-топографических картах Российской империи (1846–1863 годы), в состав которой входила Эстляндская губерния, мыза обозначена как Паддасъ.

### XX—XXI века
Главное здание мызы было сожжено в 1917 году революционными солдатами (есть, однако, мнение, что особняк поджёг сам владелец — барон Шиллинг) и с того времени стоит в руинах.
Последним собственником мызы до её отчуждения в 1919 году был Альфред фон Шиллинг.
В настоящее время в качестве жилого дома используется бывший дом управляющего мызой. В 2008 году там проживали пять человек, и реновацией здания занималось волостное управление. В советское время в этом доме располагалась контора колхоза «Линнусе» и после неё — контора Падаского отделения колхоза «Виру-Нигула». В качестве жилого дома также много лет использовалась мызная маслобойня. Оба дома построены во второй половине XIX столетия.
Руины главного здания находятся в частной собственности и принадлежат Гельмуту Тийлену (Helmut Tiilen).

## Главное здание
Двухэтажный господский особняк имеет симметричный основной план, характерный для представительских зданий XVIII столетия. На переднем и заднем фасадах — по три ризалита. Первоначально у здания была вальмовая крыша. У трёхэтажного центрального ризалита был плоский треугольный фронтон и балкон на втором этаже. Руины здания находятся во дворе, окружённом оградой, сохранилось большинство внешних стен.

## Парк
Большой мызный парк, окружающий главное здание и состоящий из нескольких частей, расположен на высоком берегу долины реки Пада. Перед господским домом ранее была овальная парадная площадь с регулярной планировкой. Её окружала дорога, к которой с трёх сторон сходились дубовые и липовые аллеи, в небольшой степени сохранившиеся. Главный въезд вёл к центру здания. Окружённый кустарником газон и дорогу ограничивала низкая декоративная деревянная ограда. В настоящее время место въездной площади едва угадывается. Мыза имеет ограду из массивных валунов.
Часть парка за господским домом была решена в стиле свободной планировки. На террасе у дома находился фонтан, из окон открывались красивые виды на долину реки. На южном холме стоял парковый павильон. К настоящему времени от фонтана остались только фрагменты, красивые виды исчезли из-за разросшихся деревьев. Сохранились фрагменты дороги из булыжника, которая вела с южного холма вниз к реке. В парке раньше был пруд, в котором выращивали карпов. У развалин водочной фабрики начинается ручей, который впадает в реку. Через реку вели мосты, к настоящему времени не сохранившиеся. На другом берегу реки Пада находится лесопарк с единичными тропинками. Там раньше также был длинный мыс, с которого открывались виды на речную долину и господский особняк. На мысе когда-то стоял памятник, от которого сохранилось только вырезанное из гранита основание.
Парк имеет богатую растительность. Из пород деревьев самые многочисленные — клён, липа, дуб и берёза. В лесопарке доминирует сосна обыкновенная.

## Мызный комплекс
В Государственный регистр памятников культуры Эстонии внесены 13 объектов мызного комплекса:
- руины главного здания (при инспектировании 20.07.2013 находились в плохом состоянии)[2];
- парк (при инспектировании 03.07.2014 находился в плохом состоянии)[10];
- ограда мызы (при инспектировании 20.07.2013 находилась в удовлетворительном состоянии)[11];
- каретник-конюшня (при инспектировании 21.10.2013 находилась в плохом состоянии)[12];
- амбар (при инспектировании 20.07.2013 находился в хорошем состоянии)[13];
- водочная фабрика (при инспектировании 03.07.2012 находилась в разрушенном состоянии)[14];
- винный погреб (при инспектировании 23.03.2017 находился в плохом состоянии)[15];
- дом управляющего (при инспектировании 28.06.2011 находился в удовлетворительном состоянии)[16];
- хлев (при инспектировании 05.07.2018 находился в аварийном состоянии)[17];
- парник (при инспектировании 20.07.2013 находился на реставрации)[18];
- маслобойня (при инспектировании 20.07.2013 находилась в удовлетворительном состоянии)[19];
- водяная мельница (при инспектировании 30.01.2013 находилась в разрушенном состоянии)[20];
- вспомогательная постройка водяной мельницы (при инспектировании 30.01.2013 находилась в разрушенном состоянии)[21].

## Фотографии
- Фотография главного здания мызы в 1917 году